# Australian Open 2015
Die 103. Australian Open fanden vom 19. Januar bis 1. Februar 2015 in Melbourne statt.
Titelverteidiger im Einzel waren Stan Wawrinka bei den Herren sowie Li Na bei den Damen. Im Herrendoppel waren dies Łukasz Kubot und Robert Lindstedt, im Damendoppel Sara Errani und Roberta Vinci. Titelverteidiger im Mixed waren Kristina Mladenovic und Daniel Nestor.
Als Neuheit gab es in diesem Jahr einen dritten Platz mit Dachkonstruktion, neben der Rod Laver Arena und der Hisense Arena; der Ausbau der Margaret Court Arena war im letzten Jahr abgeschlossen worden.

## Herreneinzel
Setzliste
| Nr. | Spieler               | Erreichte Runde |
| --- | --------------------- | --------------- |
| 01. | Novak Đoković         | Sieg            |
| 02. | Roger Federer         | 3. Runde        |
| 03. | Rafael Nadal          | Viertelfinale   |
| 04. | Stan Wawrinka         | Halbfinale      |
| 05. | Kei Nishikori         | Viertelfinale   |
| 06. | Andy Murray           | Finale          |
| 07. | Tomáš Berdych         | Halbfinale      |
| 08. | Milos Raonic          | Viertelfinale   |
| 09. | David Ferrer          | Achtelfinale    |
| 10. | Grigor Dimitrow       | Achtelfinale    |
| 11. | Ernests Gulbis        | 1. Runde        |
| 12. | Feliciano López       | Achtelfinale    |
| 13. | Roberto Bautista Agut | 2. Runde        |
| 14. | Kevin Anderson        | Achtelfinale    |
| 15. | Tommy Robredo         | 1. Runde        |
| 16. | Fabio Fognini         | 1. Runde        |

| Nr. | Spieler               | Erreichte Runde |
| --- | --------------------- | --------------- |
| 17. | Gaël Monfils          | 2. Runde        |
| 18. | Gilles Simon          | 3. Runde        |
| 19. | John Isner            | 3. Runde        |
| 20. | David Goffin          | 2. Runde        |
| 21. | Oleksandr Dolhopolow  | 1. Runde        |
| 22. | Philipp Kohlschreiber | 2. Runde        |
| 23. | Ivo Karlović          | 2. Runde        |
| 24. | Richard Gasquet       | 3. Runde        |
| 25. | Julien Benneteau      | 1. Runde        |
| 26. | Leonardo Mayer        | 2. Runde        |
| 27. | Pablo Cuevas          | 1. Runde        |
| 28. | Lukáš Rosol           | 2. Runde        |
| 29. | Jérémy Chardy         | 2. Runde        |
| 30. | Santiago Giraldo      | 2. Runde        |
| 31. | Fernando Verdasco     | 3. Runde        |
| 32. | Martin Kližan         | 2. Runde        |

→ Qualifikation: Australian Open 2015/Herreneinzel/Qualifikation

## Dameneinzel
Setzliste
| Nr. | Spielerin           | Erreichte Runde |
| --- | ------------------- | --------------- |
| 01. | Serena Williams     | Sieg            |
| 02. | Marija Scharapowa   | Finale          |
| 03. | Simona Halep        | Viertelfinale   |
| 04. | Petra Kvitová       | 3. Runde        |
| 05. | Ana Ivanović        | 1. Runde        |
| 06. | Agnieszka Radwańska | Achtelfinale    |
| 07. | Eugenie Bouchard    | Viertelfinale   |
| 08. | Caroline Wozniacki  | 2. Runde        |
| 09. | Angelique Kerber    | 1. Runde        |
| 10. | Jekaterina Makarowa | Halbfinale      |
| 11. | Dominika Cibulková  | Viertelfinale   |
| 12. | Flavia Pennetta     | 1. Runde        |
| 13. | Andrea Petković     | 1. Runde        |
| 14. | Sara Errani         | 3. Runde        |
| 15. | Jelena Janković     | 1. Runde        |
| 16. | Lucie Šafářová      | 1. Runde        |

| Nr. | Spielerin                    | Erreichte Runde |
| --- | ---------------------------- | --------------- |
| 17. | Carla Suárez Navarro         | 1. Runde        |
| 18. | Venus Williams               | Viertelfinale   |
| 19. | Alizé Cornet                 | 3. Runde        |
| 20. | Samantha Stosur              | 2. Runde        |
| 21. | Peng Shuai                   | Achtelfinale    |
| 22. | Karolína Plíšková            | 3. Runde        |
| 23. | Anastassija Pawljutschenkowa | 1. Runde        |
| 24. | Garbiñe Muguruza             | Achtelfinale    |
| 25. | Barbora Záhlavová-Strýcová   | 3. Runde        |
| 26. | Elina Switolina              | 3. Runde        |
| 27. | Swetlana Kusnezowa           | 1. Runde        |
| 28. | Sabine Lisicki               | 1. Runde        |
| 29. | Casey Dellacqua              | 2. Runde        |
| 30. | Varvara Lepchenko            | 3. Runde        |
| 31. | Sarina Dijas                 | 3. Runde        |
| 32. | Belinda Bencic               | 1. Runde        |

→ Qualifikation: Australian Open 2015/Dameneinzel/Qualifikation

## Herrendoppel
Setzliste
| Nr. | Paarung                                 | Erreichte Runde |
| --- | --------------------------------------- | --------------- |
| 01. | Bob Bryan Mike Bryan                    | Achtelfinale    |
| 02. | Julien Benneteau Édouard Roger-Vasselin | Viertelfinale   |
| 03. | Marcel Granollers Marc López            | 1. Runde        |
| 04. | Ivan Dodig Marcelo Melo                 | Halbfinale      |
| 05. | Alexander Peya Bruno Soares             | 2. Runde        |
| 06. | Jean-Julien Rojer Horia Tecău           | Halbfinale      |
| 07. | Rohan Bopanna Daniel Nestor             | 2. Runde        |
| 08. | Aisam-ul-Haq Qureshi Nenad Zimonjić     | Achtelfinale    |

| Nr. | Paarung                           | Erreichte Runde |
| --- | --------------------------------- | --------------- |
| 09. | Robert Lindstedt Marcin Matkowski | 2. Runde        |
| 10. | Raven Klaasen Leander Paes        | 2. Runde        |
| 11. | Juan Sebastián Cabal Robert Farah | 2. Runde        |
| 12. | Eric Butorac Samuel Groth         | Achtelfinale    |
| 13. | Julian Knowle Vasek Pospisil      | 2. Runde        |
| 14. | Dominic Inglot Florin Mergea      | Viertelfinale   |
| 15. | Marin Draganja Henri Kontinen     | 1. Runde        |
| 16. | Jamie Murray John Peers           | Achtelfinale    |

## Damendoppel
Setzliste
| Nr. | Paarung                               | Erreichte Runde |
| --- | ------------------------------------- | --------------- |
| 01. | Sara Errani Roberta Vinci             | Achtelfinale    |
| 02. | Hsieh Su-wei Sania Mirza              | 2. Runde        |
| 03. | Jekaterina Makarowa Jelena Wesnina    | Viertelfinale   |
| 04. | Martina Hingis Flavia Pennetta        | Achtelfinale    |
| 05. | Raquel Kops-Jones Abigail Spears      | Viertelfinale   |
| 06. | Garbiñe Muguruza Carla Suárez Navarro | 2. Runde        |
| 07. | Caroline Garcia Katarina Srebotnik    | Achtelfinale    |
| 08. | Chan Hao-ching Květa Peschke          | 1. Runde        |

| Nr. | Paarung                                       | Erreichte Runde |
| --- | --------------------------------------------- | --------------- |
| 09. | Andrea Hlaváčková Lucie Hradecká              | Achtelfinale    |
| 10. | Tímea Babos Kristina Mladenovic               | 2. Runde        |
| 11. | Anabel Medina Garrigues Jaroslawa Schwedowa   | 2. Runde        |
| 12. | Alla Kudrjawzewa Anastassija Pawljutschenkowa | Achtelfinale    |
| 13. | Michaëlla Krajicek Barbora Záhlavová          | Halbfinale      |
| 14. | Chan Yung-jan Zheng Jie                       | Finale          |
| 15. | Kimiko Date-Krumm Casey Dellacqua             | 2. Runde        |
| 16. | Julia Görges Anna-Lena Grönefeld              | Halbfinale      |

## Mixed
Setzliste
| Nr. | Paarung                           | Erreichte Runde |
| --- | --------------------------------- | --------------- |
| 01. | Sania Mirza Bruno Soares          | Halbfinale      |
| 02. | Katarina Srebotnik Marcelo Melo   | Viertelfinale   |
| 03. | Kristina Mladenovic Daniel Nestor | Finale          |
| 04. | Andrea Hlaváčková Alexander Peya  | Viertelfinale   |

| Nr. | Paarung                            | Erreichte Runde |
| --- | ---------------------------------- | --------------- |
| 05. | Cara Black Juan Sebastián Cabal    | Viertelfinale   |
| 06. | Jaroslawa Schwedowa Nenad Zimonjić | 1. Runde        |
| 07. | Martina Hingis Leander Paes        | Sieg            |
| 08. | Květa Peschke Marcin Matkowski     | 1. Runde        |

## Junioreneinzel
Setzliste
| Nr. | Spieler         | Erreichte Runde |
| --- | --------------- | --------------- |
| 01. | Roman Safiullin | Sieg            |
| 02. | Orlando Luz     | 1. Runde        |
| 03. | Taylor Fritz    | Viertelfinale   |
| 04. | Chung Yun-seong | 2. Runde        |
| 05. | Michael Mmoh    | 1. Runde        |
| 06. | Lee Duck-hee    | Viertelfinale   |
| 07. | Hong Seong-chan | Finale          |
| 08. | Jumpei Yamasaki | 1. Runde        |

| Nr. | Spieler            | Erreichte Runde |
| --- | ------------------ | --------------- |
| 09. | Mikael Ymer        | 2. Runde        |
| 10. | Corentin Denolly   | 1. Runde        |
| 11. | Tim van Rijthoven  | Achtelfinale    |
| 12. | Bogdan Bobrow      | Achtelfinale    |
| 13. | Juan José Rosas    | 2. Runde        |
| 14. | Stefanos Tsitsipas | Viertelfinale   |
| 15. | Oh Chan-yeong      | 2. Runde        |
| 16. | Akira Santillan    | Halbfinale      |

## Juniorinneneinzel
Setzliste
| Nr. | Spielerin               | Erreichte Runde |
| --- | ----------------------- | --------------- |
| 01. | Xu Shilin               | Achtelfinale    |
| 02. | Jil Teichmann           | 2. Runde        |
| 03. | Markéta Vondroušová     | 1. Runde        |
| 04. | Aliona Bolsova Zadoinov | Viertelfinale   |
| 05. | Dalma Gálfi             | Halbfinale      |
| 06. | Kimberly Birrell        | Achtelfinale    |
| 07. | Naiktha Bains           | 2. Runde        |
| 08. | Fiona Ferro             | 1. Runde        |

| Nr. | Spielerin           | Erreichte Runde |
| --- | ------------------- | --------------- |
| 09. | Luisa Stefani       | 2. Runde        |
| 10. | Anna Blinkowa       | Achtelfinale    |
| 11. | Raveena Kingsley    | Viertelfinale   |
| 12. | Zheng Wushuang      | 2. Runde        |
| 13. | Seone Mendez        | 1. Runde        |
| 14. | Katie Swan          | Finale          |
| 15. | Miriam Kolodziejová | 2. Runde        |
| 16. | Tami Grende         | 1. Runde        |

## Juniorendoppel
Setzliste
| Nr. | Paarung                         | Erreichte Runde |
| --- | ------------------------------- | --------------- |
| 01. | Chung Yun-seong Hong Seong-chan | 1. Runde        |
| 02. | William Blumberg Orlando Luz    | Viertelfinale   |
| 03. | Miomir Kecmanović Michael Mmoh  | Halbfinale      |
| 04. | Corentin Denolly Johan Nikles   | Achtelfinale    |

| Nr. | Paarung                           | Erreichte Runde |
| --- | --------------------------------- | --------------- |
| 05. | Akira Santillan Tim van Rijthoven | Viertelfinale   |
| 06. | Sora Fukuda Mikael Ymer           | Achtelfinale    |
| 07. | Lloyd Harris Juan José Rosas      | Achtelfinale    |
| 08. | Hubert Hurkacz Alex Molčan        | Finale          |

## Juniorinnendoppel
Setzliste
| Nr. | Paarung                                 | Erreichte Runde |
| --- | --------------------------------------- | --------------- |
| 01. | Anna Blinkowa Dalma Gálfi               | Achtelfinale    |
| 02. | Miriam Kolodziejová Markéta Vondroušová | Sieg            |
| 03. | Naiktha Bains Luisa Stefani             | Achtelfinale    |
| 04. | Sara Tomic Xu Shilin                    | Halbfinale      |

| Nr. | Paarung                                 | Erreichte Runde |
| --- | --------------------------------------- | --------------- |
| 05. | Priscilla Hon Jil Teichmann             | Achtelfinale    |
| 06. | Aliona Bolsova Zadoinov Katherine Sebov | Viertelfinale   |
| 07. | Destanee Aiava Kimberly Birrell         | Achtelfinale    |
| 08. | Maia Lumsden Katie Swan                 | Achtelfinale    |

## Herreneinzel-Rollstuhl
Setzliste
| Nr. | Spieler         | Erreichte Runde |
| --- | --------------- | --------------- |
| 01. | Shingo Kunieda  | Sieg            |
| 02. | Stéphane Houdet | Finale          |

## Dameneinzel-Rollstuhl
Setzliste
| Nr. | Spielerin      | Erreichte Runde |
| --- | -------------- | --------------- |
| 01. | Yui Kamiji     | Finale          |
| 02. | Aniek van Koot | Halbfinale      |

## Herrendoppel-Rollstuhl
Setzliste
| Nr. | Paarung                         | Erreichte Runde |
| --- | ------------------------------- | --------------- |
| 01. | Stéphane Houdet Shingo Kunieda  | Sieg            |
| 02. | Joachim Gérard Maikel Scheffers | Halbfinale      |

## Damendoppel-Rollstuhl
Setzliste
| Nr. | Paarung                        | Erreichte Runde |
| --- | ------------------------------ | --------------- |
| 01. | Yui Kamiji Jordanne Whiley     | Sieg            |
| 02. | Jiske Griffioen Aniek van Koot | Finale          |